# Provencegrasmücke
Die Provencegrasmücke (Curruca undata, Syn. Sylvia undata) ist ein Singvogel aus der Gattung der Grasmücken (Curruca).

## Merkmale
Die Provencegrasmücke wird ca. 13 bis 14 Zentimeter lang.
Das Federkleid der Männchen ist an der Oberseite und am Kopf grau gefärbt, während die Unterseite einen eher rötlichen Farbton hat. Die rotgefärbte Kehle weist weiße Flecken auf. Beim Weibchen kommen die diversen Farben, besonders an der Kehle, nicht so auffallend zur Geltung und erscheinen nur blass. Die Unterseite ist bei ihnen eher bräunlich gefärbt.
Der Gesang ist als markantes, eher rasselndes Trillern zu vernehmen.

## Nahrung
Die Provencegrasmücken sind Insektenfresser, nehmen aber auch Beeren.

## Lebensraum und Verbreitung
Der Lebensraum der Provencegrasmücken erstreckt sich über die wärmeren Teile des südwestlichen Europas bis hinein in den Nordwesten Afrikas. Oft siedeln sie in küstennahem Heideland. Das Hauptbrutgebiet reicht von Südengland bis in den Süden Italiens. Sie sind in der Regel als Standvögel ortsgebunden, wobei allerdings in einem begrenzten Umfang auch Zugverhalten beobachtet worden ist.

## Fortpflanzung

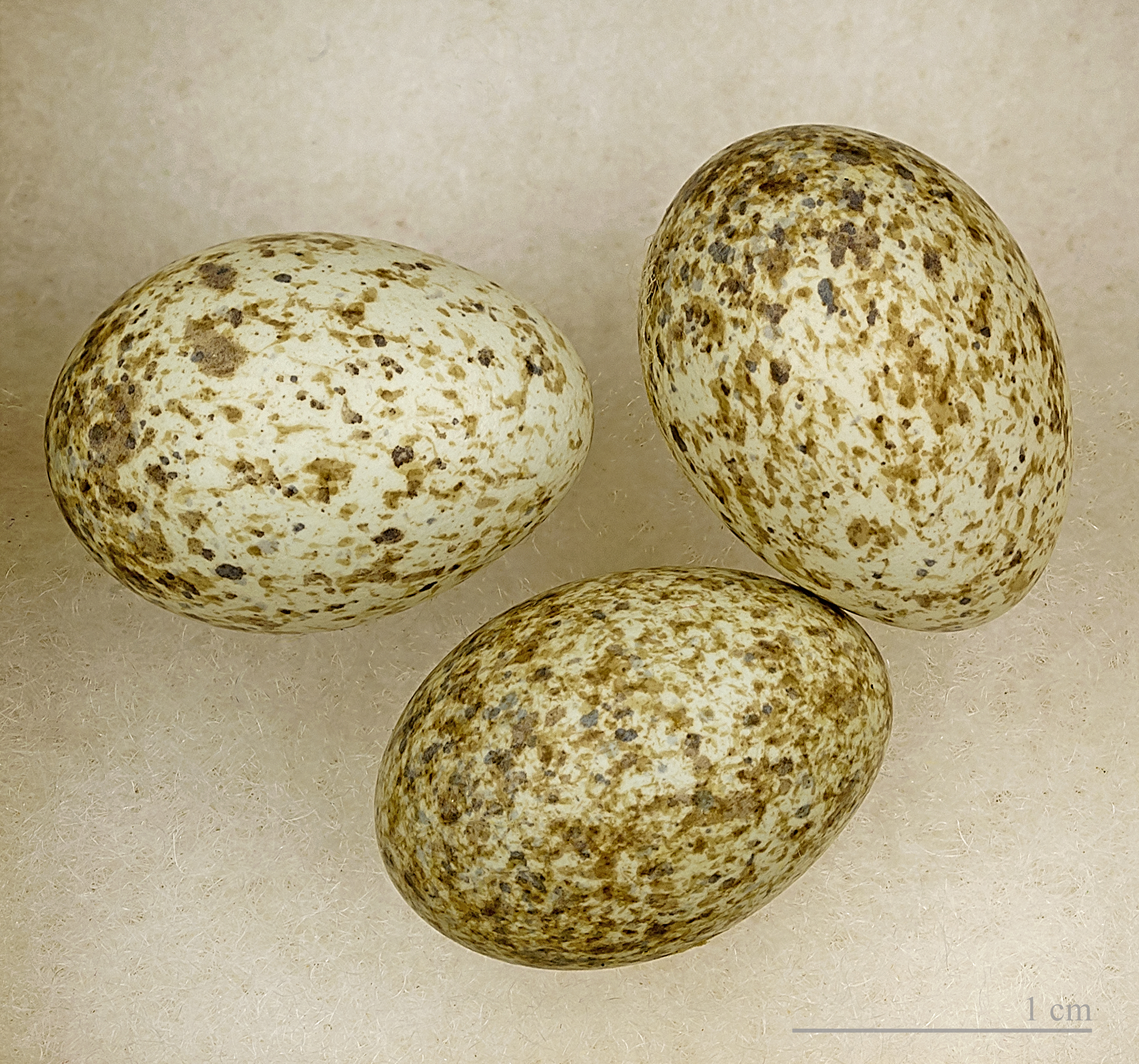
Curruca undata

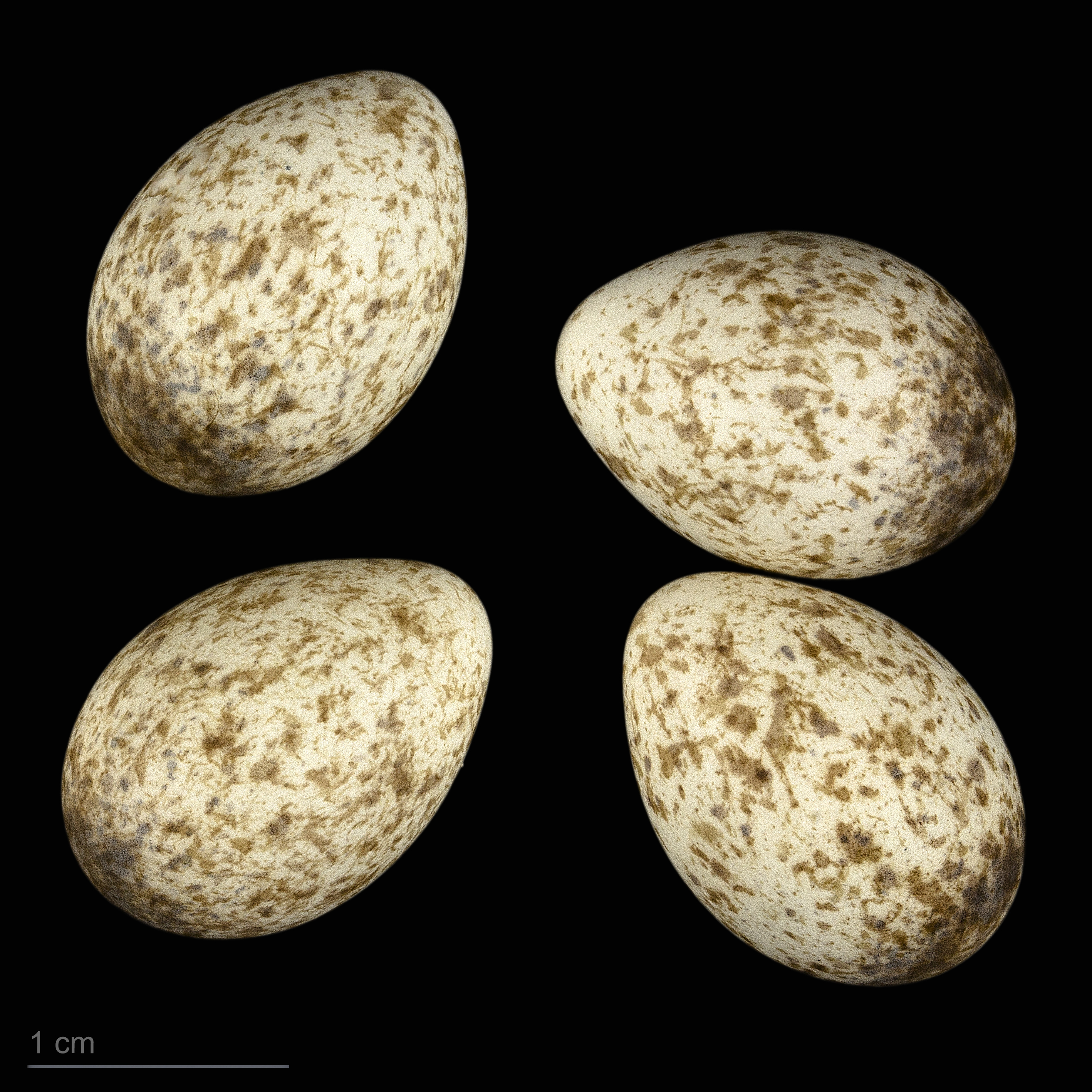
Curruca undata dartfordiensis, Sammlung Museum von Toulouse

Die Provencegrasmücke baut ihre Nester in niedrigen Büschen, gerne auch in der Umgebung von Ginster. Das Gelege besteht aus drei bis sechs Eiern. Die Überlebensrate der Jungen ist hoch, so dass durch harte Winter bedingte Abnahmen der Populationen regelmäßig wieder ausgeglichen werden.

## Unterarten
Es werden drei Unterarten unterschieden:
- Curruca undata dartfordiensis (Latham, 1787) kommt im südlichen Teil Englands, dem westlichen Frankreich und nordwestlichen Spanien vor.
- Curruca undata undata (Boddaert, 1783) ist auf der Iberischen Halbinsel, dem südlichen Frankreich und in Italien verbreitet.
- Curruca undata toni (Hartert, E, 1909) kommt im Nordwesten Afrikas vor.